# Retaule major de la Seu de Saragossa
El Retaule major de la Seu de Saragossa es troba al presbiteri de la Catedral de Sant Salvador de Saragossa. Fou tallat entre 1434 i 1480 en dues fases, la primera a càrrec de Pere Joan (de l'obra del qual es conserven el sotabanc i el banc) i, a partir de 1467, per Hans de Suàvia, que es va ocupar de les escenes centrals. També van treballar en els pinacles Francisco Gomar i en la rematada de les figures del guardapols Gil Morlanes el Vell. Hom la considera una de les obres més reeixides de l'art gòtic europeu i la joia més preuada de la catedral. Les seves dimensions són 16 × 10 metres.

## Història

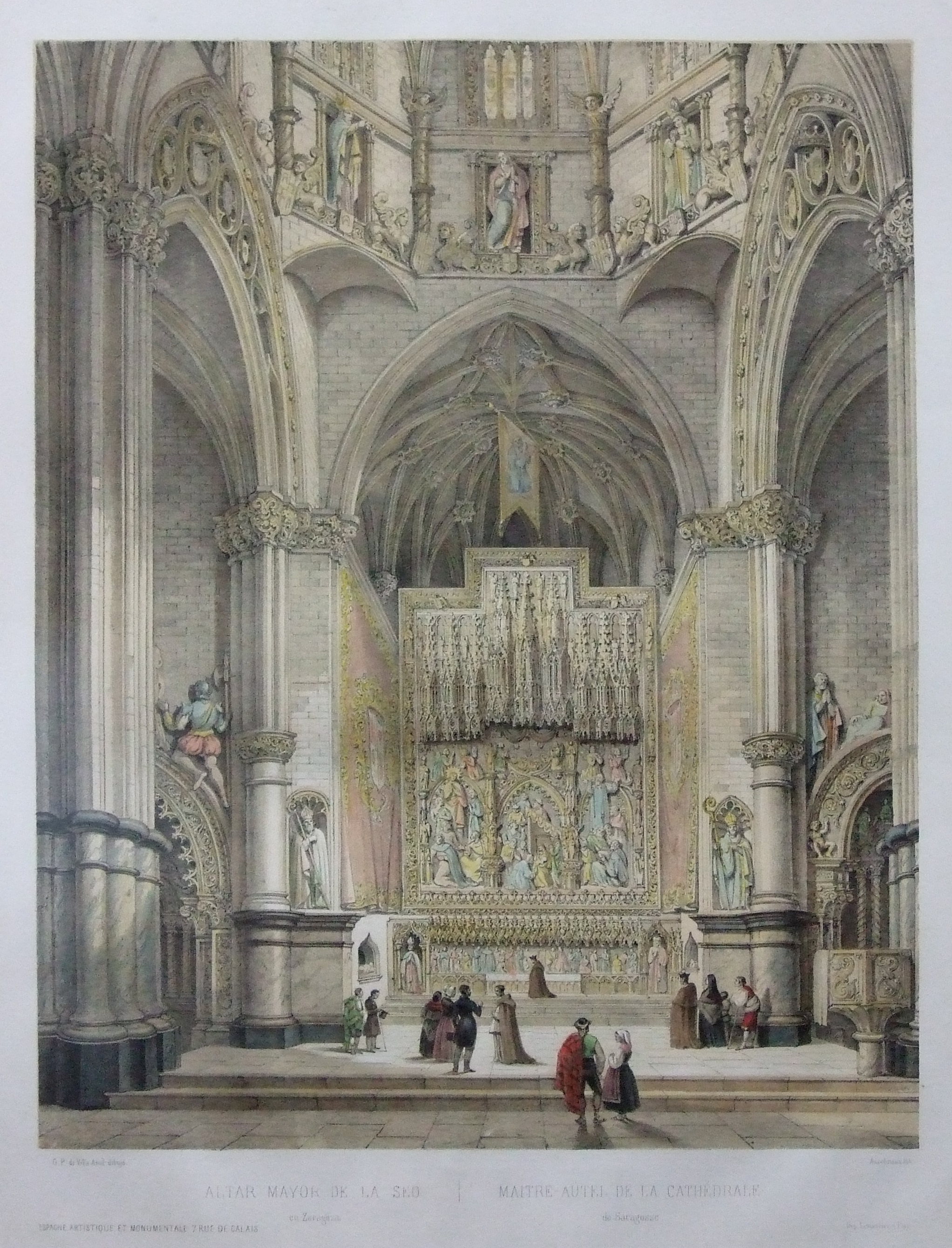
Aspecte del presbiteri de la Seu el 1842.

L'obra va ser promoguda per l'arquebisbe-mecenes Dalmau de Mur, qui va cridar el reconegut escultor Pere Joan —amb qui havia treballat a la catedral de Tarragona— a llaurar, en alabastre policromat de Gelsa, el sotabanc i el banc (1434-1440). Sobre aquesta base l'autor emprendria posteriorment la talla del cos del retaule, tallat en fusta i tancat amb portes. Per tant, el projecte inicial del retaule consistia en un sotabanc i banc fets d'alabastre policromat; sobre seu, un cos de tres carrers amb escenes tallades en fusta separades per entrecarrers d'alabastre. El cos principal es mantindria tancat, excepte en les grans commemoracions litúrgiques, per dues grans portes de fusta.
El cos principal del retaule va ser tallat en fusta pel mateix Pere Joan entre 1441 i 1445, en un estil gòtic-flamíger, sense que se'n coneguin amb exactitud els temes i composició de les escenes. Aquestes escenes, segurament tres, estaven separades per pilars d'alabastre. En el centre del retaule es va situar la imatge, també en alabastre, de Déu Pare beneint. La talla dels pinacles de coronació del retaule les va dur a terme el mestre Francí Gomar el 1457, també en fusta.
El 1467 l'escultor alemany Hans de Suàvia (Hans Pieter Danzer o Hans Piet Danso, com apareix nomenat en els contractes de l'època) va ser contractat per l'arquebisbe Joan I d'Aragó per a substituir les escenes de fusta del cos del retaule per altres d'alabastre. El cos central representa l'Adoració dels mags i els laterals la Transfiguració de Crist i l'Ascensió als cels. Hans de Suàvia va finalitzar l'obra el 1474 (treballant gairebé sense ajuda) i va cobrar cent cinquanta florins en acabar cadascuna d'elles. Poc després va signar un contracte per a treballar la part superior coberta per grans dosserets gòtics.
La inesperada mort de Hans de Suàvia el 1478 va portar al seu deixeble, Gil Morlanes el Vell, a tallar i daurar les figures del guardapols. Va realitzar també un receptacle per al sagrari catedralici.

## Descripció

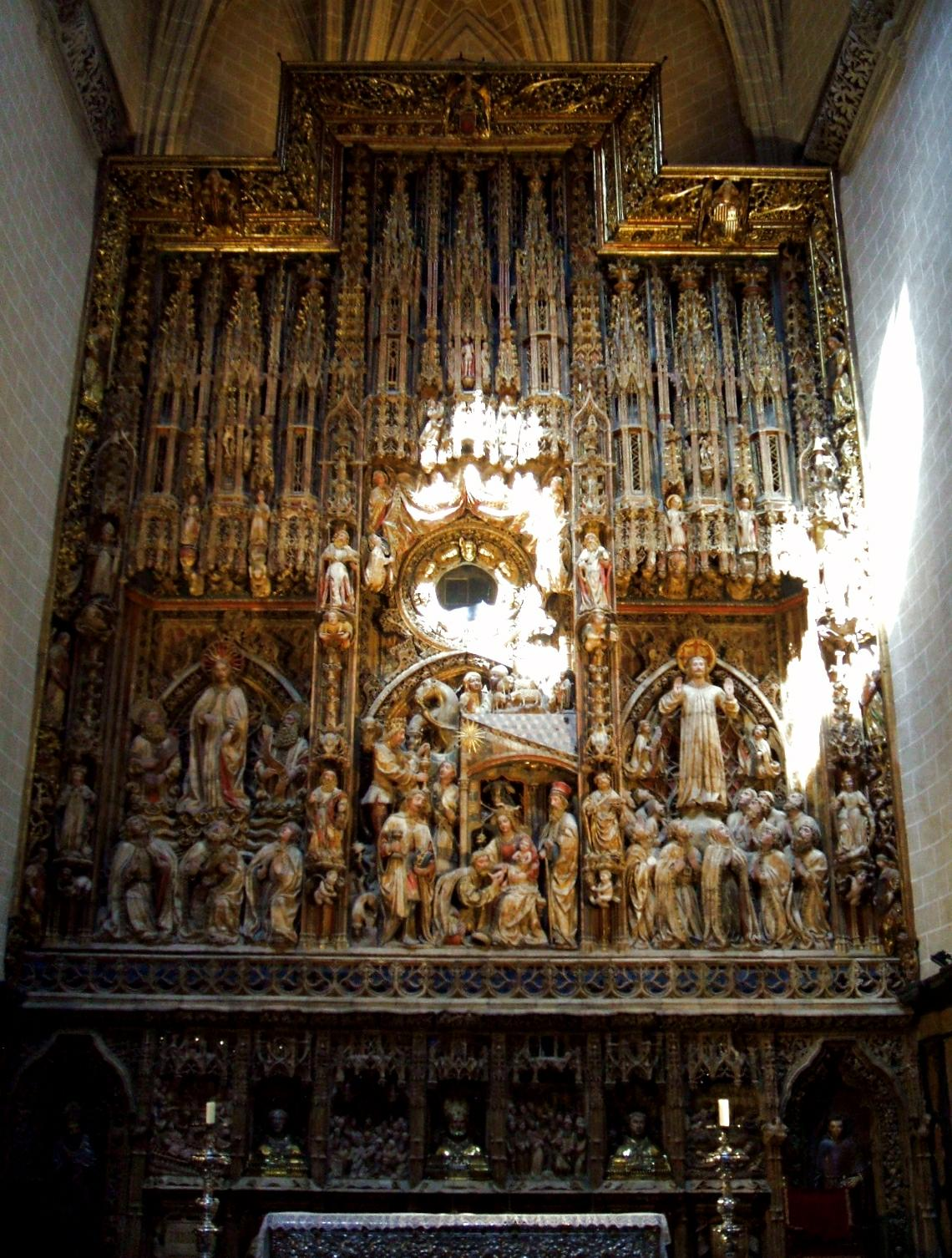
Vista general del retaule

En el sotabanc poden apreciar-se els escuts de l'arquebisbe i del capítol catedralici. Les antigues portes laterals, que donaven pas a una petitíssima sagristia situada en l'absis, estan ocupades actualment per dues imatges d'alabastre que representen sant Valeri i sant Vicenç.
En el banc es troben quatre escenes de la vida de sants aragonesos:
- El martiri de Sant Llorenç a la graella
- El miracle de l'endimoniada davant el reliquiari de Sant Valeri a la Seu
- Sant Valeri i Sant Vicenç interrogats pel prefecte Dacià a València
- La "invenció" del cos de Sant Vicenç als afores de València

Entre elles s'hi troben tres nínxols destinats, precisament, a albergar els magnífics busts-reliquiaris de sant Valeri, sant Vicenç màrtir i sant Llorenç, donades per Benet XIII. Estan realitzats en plata i esmalt.
En el cos del retaule hi romanen en peus quatre pilars d'alabastre —tallats per Pere Joan— que estructuren els tres carrers, amb vuit mènsules als seus fronts, sostinguts per figures de nens i àngels músics que alhora suporten sobre els seus caps les imatges de sants i els seus atributs identificadors. Destaca un bellíssim marc d'alabastre que enquadrava el pare etern en actitud beneïdors, centre de l'escena principal. Joan d'Aragó, arquebisbe entre 1458 i 1475, va retirar aquesta imatge —exposada al Museu Nacional d'Art de Catalunya— per a transformar el buit en òcul expositor el març de 1473.
Les tres escenes principals, tallades per Hans de Suàvia i que van substituir a les de fusta, destaquen per la seva grandiositat i la seva gran qualitat tècnica. Són obres naturalistes amb tipus de clar caràcter germànic. La més cuidada és la central, dedicada a l'Epifania, advocació de la catedral. Aquesta escena empra una estampa com a model compositiu i va gaudir de gran popularitat entre la població aragonesa del segle xv. Les altres escenes, dedicades a la Transfiguració i a l'Ascensió, són gairebé simètriques.